# Temporada de tufões no Pacífico de 1972
A temporada de tufões no Pacífico de 1972 foi uma temporada acima da média, produzindo 31 tempestades tropicais, 24 tufões e 2 tufões intensos. Não tem limites oficiais; durou o ano todo em 1972, mas a maioria dos ciclones tropicais tende a se formar no noroeste do Oceano Pacífico entre junho e dezembro. Essas datas delimitam convencionalmente o período de cada ano em que a maioria dos ciclones tropicais se forma no noroeste do Oceano Pacífico.
O escopo deste artigo é limitado ao Oceano Pacífico, ao norte do equador e a oeste da Linha Internacional de Data. As tempestades que se formam a leste da linha de data e ao norte do equador são chamadas de furacões; veja a temporada de furacões de 1972 no Pacífico. Tempestades tropicais formadas em toda a bacia do Pacífico oeste receberam um nome do Joint Typhoon Warning Center. As depressões tropicais nesta bacia têm o sufixo "W" adicionado ao seu número. As depressões tropicais que entram ou se formam na área de responsabilidade das Filipinas recebem um nome da PAGASA (Administração de Serviços Atmosféricos, Geofísicos e Astronômicos das Filipinas). Muitas vezes, isso pode resultar na mesma tempestade com dois nomes.

## Resumo sazonal

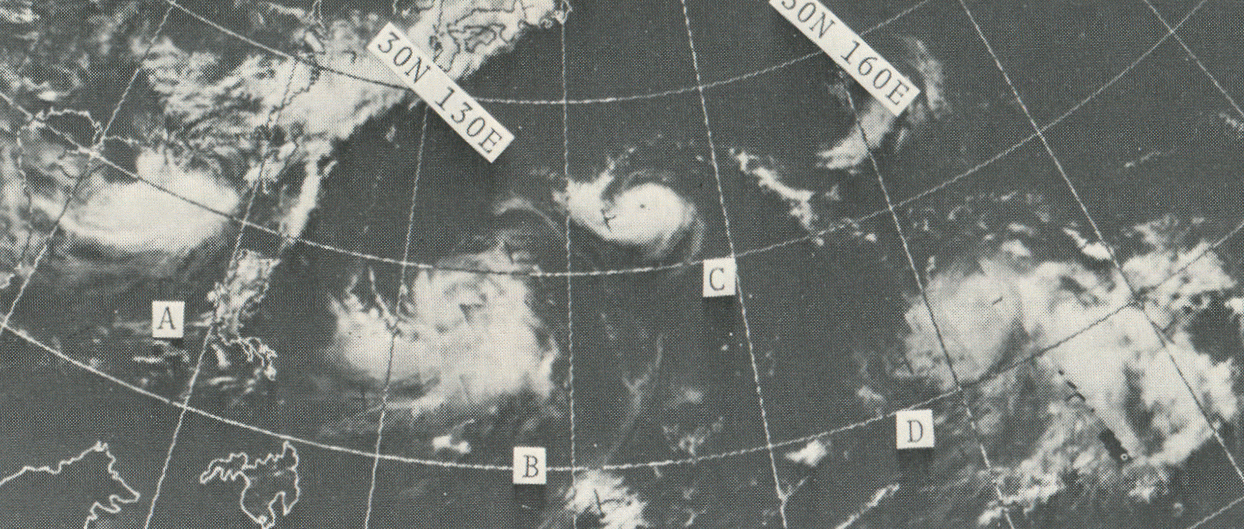
Esta imagem de satélite meteorológica ESSA 9 captura os ciclones tropicais Susan (A), Rita (B), Phyllis (C), e Tess (D) através do noroeste do Oceano Pacífico em 13 de Julho de 1972

Um total de 36 depressões tropicais formaram-se este ano no Pacífico Ocidental, das quais 30 se tornaram tempestades tropicais. Vinte e duas tempestades atingiram a intensidade do tufão, das quais duas atingiram a força do super tufão.

### Tufão Kit (Asiang–Biring)
Uma perturbação tropical gerada por uma baixa troposférica superior no meio do Pacífico moveu-se para o oeste através das Ilhas Carolinas, organizando-se lentamente na Depressão Tropical 1W em 5 de janeiro. A depressão rapidamente se fortaleceu, atingindo o status de tempestade tropical mais tarde naquele dia e tornando-se um tufão no dia 6 ao se aproximar das Filipinas. Kit se intensificou rapidamente nos dias 6 e 7 para 140 mph (230 km/h), o tufão mais forte de sempre em janeiro, mas a sua entrada foi cortada para oeste, enfraquecendo o tufão à medida que avançava para oeste. Kit atingiu o leste das Filipinas como um 100 mph (200 km/h) em 7 de janeiro e virou para o norte através do arquipélago em resposta a uma quebra na cordilheira subtropical. Isso trouxe Kit para o leste e depois para o sul, onde depois de completar seu grande loop se dissipou em 15 de janeiro, apenas 170 nmi (310 km) a partir do seu local de partida.
Este tufão incomum, inesperado e excepcionalmente forte matou 204 pessoas e causou quase $ 23 milhões em danos (1972 USD) nas Filipinas. A destruição deveu-se principalmente às chuvas e inundações.

### Depressão Tropical 02W
A Depressão Tropical 02W era um sistema fraco que existia perto do equador, fazendo um loop e viajando para o leste como uma perturbação antes de se dissipar.

### Tufão Lola
A parte do hemisfério norte de um " ciclone gêmeo " desenvolveu-se em uma depressão tropical a oeste de Kwajalein em 29 de maio. Dirigiu-se para o oeste e lentamente se fortaleceu. Ao virar para noroeste e depois para norte nordeste, atingiu sua intensidade máxima em 5 de junho. Ele continuou indo para o norte nordeste, enfraquecido constantemente e tornou-se extratropical em 7 de junho.
Lola passou perto o suficiente de algumas das ilhas da Micronésia para causar danos. Dois pescadores foram dados como desaparecidos. Vento e ondas causaram $ 18 mil (1.972 USD) em danos a Pohnpei e atóis próximos. Eles também destruíram o sistema de água potável, causando escassez de água potável. Em Pingelap e Mokil, sessenta casas foram destruídas.

### Tempestade Tropical Nina
A Tempestade Tropical Nina se formou como um distúrbio indo para o oeste. Tornou-se brevemente uma depressão tropical ao sul de Guam, mas enfraqueceu e voltou a ser uma perturbação quando voltou para o leste. À medida que viajava para o leste, ele se reintensificou, tornando-se uma tempestade tropical no final do dia 3, enquanto estava no extremo leste-sudeste de Guam. Não durou, porém, enfraquecendo para uma perturbação no dia 4 e se dissipando no dia 5.

### Tempestade Tropical Mamie
A Tempestade Tropical Mamie se formou como uma perturbação nas Filipinas. Ele viajou para o oeste, tornando-se uma depressão tropical sobre o Mar da China Meridional e, em seguida, tornando-se uma tempestade tropical no dia 1. A tempestade tropical atingiu o Vietnã no final do dia 3. Enfraqueceu para uma depressão tropical sobre a terra e tornou-se não tropical à medida que avançava para o mar. Os remanescentes extratropicais de Mamie viajaram para o nordeste ao longo da costa chinesa, finalmente se dissipando sobre Hokkaido.

### Tufão Ora (Konsing)
O Tufão Ora, que se formou em 22 de junho, cruzou o norte das Filipinas nos dias 24 e 25 com 85 mph (137 km/h) tufão. Enfraqueceu em terra, mas se fortaleceu novamente no Mar da China Meridional para 90 mph (140 km/h) antes de atingir o sul da China em 27 de junho. Uma característica incomum sobre Ora foi ao cruzar o Mar da China Meridional, nunca apresentou uma nuvem de parede, embora tivesse ventos com força de tufão.
Ora causou grandes danos à área de Manila, nas Filipinas. Ele matou 131 pessoas, incluindo quatro que morreram quando uma balsa na região de Bicol virou. No porto de Manila, vários navios foram levados para a costa. Ao todo, Ora deixou 385 mil desabrigados e arrecadou US$ 15 mil milhões (1972 USD) em danos.

### Tufão Phyllis
A Tempestade Tropical Phyllis, que se formou em 5 de julho, intensificou-se rapidamente do final de 9 de julho ao início de 11 de julho para tufão 140 mph (230 km/h). O tufão virou para o noroeste, enfraquecendo constantemente à medida que se aproximava do Japão. Phyllis atingiu o sudeste do Japão em 15 de julho como uma tempestade tropical e tornou-se extratropical naquela noite.
No Japão, Phyllis causou 3 mortes, mais de 300 deslizamentos de terra e inundou mais de 6.000 casas. O dano geral foi moderado.

### Tufão Rita (Gloring)
O vale quase equatorial gerou quatro ciclones tropicais em 5 de julho, um dos quais se tornaria o Super Tufão Rita. Tendo se originado no Pacífico Ocidental aberto, a depressão seguiu para o oeste, tornando-se uma tempestade tropical em 7 de julho e um tufão no dia seguinte. Rita rapidamente se intensificou, atingindo a força do super tufão em 10 de julho e um pico de 165 mph (266 km/h) em 11 de julho. O tufão estagnou e enfraqueceu nos dois dias seguintes enquanto se dirigia para o nordeste. Nos dias 15 e 16 de julho, Rita novamente estagnou, enfraquecendo para 75 mph (121 km/h), quando a tempestade tropical Phyllis desviou sua circulação e atingiu o Japão. Rita então virou para o norte, onde conseguiu se fortalecer novamente. Naquela época, o Tufão Tess estava localizado a cerca de 800 nm leste de Rita. Uma interação Fujiwhara ocorreu, forçando Rita a executar um grande loop de 21 a 25 de julho. Nesse loop, o Rita pegou o USS Alamo e o USS Juneau enquanto tentavam fugir para o sul após o lançamento de fuzileiros navais e equipamentos dos EUA em Okinawa. Ambos os navios resistiram à tempestade, mas o Alamo sofreu danos menores no mar agitado. Depois de dar uma volta e passar por Okinawa, ela continuou para o noroeste e começou a acelerar ao entrar em uma zona confluente criada por um vale sobre a Manchúria e uma crista de construção sobre o Mar do Japão. Ela passou pelo oeste da Coreia do Sul, atingiu o porto de Shidao, Shandong e depois se enfraqueceu em uma tempestade tropical. Rita entrou no Golfo de Chihli, atingiu o nordeste da China e se dissipou sobre a montanha Yanshan a noroeste de Pequim, China, na noite de 27 de julho.
O grande tamanho e longa vida de Rita causaram fortes chuvas em todas as áreas que atingiu. A presença de Rita e da tempestade tropical Susan fortaleceu o fluxo de monção do sudoeste sobre Luzon, onde chuvas torrenciais que ocorreram entre 17 e 21 de julho levaram a inundações desastrosas que mataram 214 e com mais de $ 150 milhões em danos. Perto de Guam, em 8 de julho, o tufão causou a queda de um Boeing B-52 da Força Aérea no oceano, matando um membro de sua tripulação de seis homens. Os membros restantes da tripulação foram resgatados por um submarino de ataque nuclear da Marinha dos Estados Unidos que emergiu nos mares agitados e literalmente pescou os homens usando uma linha presa a um periscópio e puxando-os enquanto o barco rolava no mar. Em Taiwan, fortes chuvas causaram deslizamentos de terra, um dos quais descarrilou um trem, matando três pessoas. Na Coréia, oito pessoas morreram, mais de cinquenta pequenas embarcações foram perdidas e mais de duzentos edifícios foram destruídos. Nas ilhas Ryukyu, três pessoas foram mortas. Os danos às colheitas foram pesados, vários barcos foram afundados e várias rodovias foram bloqueadas por deslizamentos de terra.
Rita matou 229 pessoas, tornando-se o tufão mais mortal desta temporada.

### Tufão Susan (Edeng)
Uma perturbação na ITCZ tornou-se uma depressão tropical em 5 de julho. Dirigiu-se para o noroeste sobre as Filipinas. Ele se intensificou em uma tempestade tropical quase imediatamente após entrar no Mar da China Meridional em 8 de julho. Em seguida, virou para o norte e derivou erraticamente por quatro dias. Em 11 de julho, Susan se tornou um tufão. Em 14 de julho, Susan se aproximou do Estreito de Taiwan. Ele atingiu a costa da província de Fujian e se dissipou no interior em 15 de julho
Susan causou fortes ondas na costa oeste de Lução. Junto com o Supertufão Rita, Susan alterou os ventos das monções nas Filipinas, que causaram inundações que mataram 214 pessoas;Philippine Weather Bureau (abril de 1973). Report No. 25 UDC 551.515.2 (914) Tropical Cyclones of 1972. [S.l.]: National Weather Service. pp. 12–14. Report No. 25 UDC 551.515.2 (914) Tropical Cyclones of 1972. National Weather Service. pp. 12–14.</ref> no entanto, como Rita foi a principal responsável por essas condições, o Joint Typhoon Warning Center atribui essas mortes ao sistema anterior. Por si só, Susan matou quatro pessoas em Taiwan. O Tufão Susan afundou o SS Oriental Falcon em 12 de julho de 1972, depois que ele encalhou no sul da China.

### Tufão Tess
A mesma depressão quase equatorial que desenvolveu Rita também desenvolveu o Tufão Tess. Tess, tendo se desenvolvido em 7 de julho perto das Ilhas Marshall, seguiu para o oeste, alcançando o status de tufão em 12 de julho. Nos dois dias seguintes, quando Tess virou para o noroeste, intensificou-se rapidamente para 145 mph (233 km/h) tufão. Enfraquecendo constantemente enquanto continuava para noroeste, Tess voltou para o oeste em resposta à construção de uma célula de alta pressão sobre o Japão. O efeito Fujiwhara entre Tess e Rita trouxe 75 mph (121 km/h) Tufão Tess no Japão em 23 de julho. Depois de se dissipar sobre o Mar do Japão, Tess continuou para o norte e se fundiu com uma frente ao sul de Vladivostok em 25 de julho.
No Japão, Tess causou fortes inundações e fortes ondas. Isso matou 29 pessoas, com 20 desaparecidos. Essas vítimas eram principalmente nadadores pegos no surf.

### Tufão Viola
O Tufão Viola (classificado como uma tempestade tropical pelo JTWC) passou toda a sua vida longe da costa. Sua perturbação precursora se formou ao sul da Ilha Wake no dia 21, e viajou para o oeste e depois para o norte a cerca de 160 graus oeste, antes de voltar para o leste no dia 24 e finalmente se tornar extratropical no dia 26.

### Tempestade Tropical Winnie (Isang)
A Tempestade Tropical Winnie se formou como um distúrbio no extremo leste das Filipinas. A perturbação fez um pequeno loop, então dirigiu-se para noroeste, intensificando-se em uma tempestade tropical à meia-noite do dia 30. Ele continuou, viajando ao norte da ilha de Taiwan antes de chegar à China em 1º de agosto. A tempestade enfraqueceu rapidamente em uma perturbação, que viajou lentamente para o interior antes de se dissipar.

### Tufão Alice
Um Distúrbio Tropical emergiu da ITCZ em 29 de julho e passou pelos Marshalls. Tornou-se uma depressão tropical em 30 de julho e uma tempestade tropical no dia seguinte. E partiu em direção ao Japão. Alice se tornou um tufão em 2 de agosto e atingiu sua intensidade máxima em 4 de agosto, a sudoeste de Marcus. Conforme Alice continuou se aproximando do Japão, ele enfraqueceu constantemente. Ele recurvou, roçou Honshu e se tornou extratropical em 8 de agosto. Nunca atingiu a costa.
As ondas geradas pela tempestade de Alice fizeram com que um rio transbordasse em Iwaki, afetando trezentas casas. Ninguém foi morto.

### Tufão Betty (Maring)
Uma depressão tropical se formou perto das Ilhas Carolinas em 8 de agosto. Passou pelas Ilhas Marianas depois de se tornar uma tempestade tropical. Betty virou para o oeste e atingiu o pico como um super tufão em 15 de agosto. Virou-se mais para oeste-noroeste, passou pelo sul de Ryukyus e logo ao norte de Taiwan, e atingiu a costa da China em 17 de agosto. Ele enfraqueceu rapidamente no interior e se dissipou no dia seguinte.
Betty teve efeitos mínimos nas ilhas Ryukyu. Nas Filipinas, aumentou as chuvas de monção. Isso causou inundações, que mataram sete pessoas em Ilocos Sur. Quatro outras pessoas foram consideradas mortas depois que uma aeronave leve desapareceu. Em Taiwan, as chuvas foram fortes. As inundações resultantes no distrito de Sanchong deixaram 300 mil pessoas e destruiu estradas e ferrovias. Mais de 220 casas foram totalmente destruídas, com pelo menos outras 130 gravemente danificadas. Betty matou dezoito pessoas em Taiwan e vinte e nove no total. O custo total do dano é desconhecido.

### Tufão Cora
Uma perturbação a oeste de Lução tornou-se uma depressão tropical em 22 de agosto. Dirigiu-se para o Mar da China Meridional e tornou-se uma tempestade tropical. Ao se aproximar de Ainão, tornou-se apenas o quarto ciclone tropical de agosto a se intensificar em um tufão no Mar da China Meridional desde 1945. Ele atingiu Ainão em 28 de agosto, emergiu no Golfo de Tonkin e fez um segundo pouso ao norte de Haiphong. Cora havia se dissipado para o interior em 29 de agosto.

### Tempestade Tropical Severa Doris
A tempestade tropical Doris permaneceu longe da terra. Formou-se bem ao norte da Ilha Wake e viajou para o norte, tornando-se uma tempestade tropical no dia 26, mas tornou-se extratropical no dia 29 e se dissipou logo em seguida.

### Tufão Elsie
A oeste do Golfo de Leyte, uma depressão tropical se formou em 30 de agosto. Ele se intensificou em uma tempestade tropical depois de entrar no Mar da China Meridional. Tornou-se um tufão em 1 de setembro e desacelerou. Chegou ao norte do Vietnã do Sul em 4 de setembro. Enfraqueceu rapidamente no interior, mas manteve a sua identidade. Ele transitou pela Península da Indochina e emergiu na Baía de Bengala em 7 de setembro, tornando-se o ciclone tropical 24 da temporada de ciclones do norte do Oceano Índico de 1972. O Ex-Elsie se fortaleceu gradualmente ao cruzar a Baía de Bengala. Ele atingiu a costa da Índia em 10 de setembro e rapidamente se dissipou no interior.
Ao cruzar a Tailândia, Elsie causou fortes inundações. Nenhum outro impacto foi relatado ao JTWC.

### Tufão Flossie (Nitang)
O Tufão Flossie se formou como um distúrbio a oeste de Guam no final de 5 de setembro. O sistema se intensificou em uma tempestade tropical pouco antes do desembarque em Lução. O ciclone então viajou lentamente pelo Mar da China Meridional, tornando-se um tufão de baixo nível antes de atingir o Vietnã no dia 16. Ele enfraqueceu para uma depressão tropical quando cruzou o Vietnã, mas se intensificou depois de entrar na Baía de Bengala como ciclone tropical 25-72.

### Tufão Helen (Paring)
O Tufão Helen foi o ciclone tropical mais destrutivo a atingir o Japão durante a temporada de tufões no Pacífico de 1972. Originário de um distúrbio tropical em 11 de setembro perto das Ilhas Marianas do Norte, Helen intensificou-se gradualmente à medida que se movia para noroeste. até 14 de setembro, atingiu a força do tufão e logo virou para o nordeste em direção ao Japão. Acelerando devido a um vale sobre o Mar da China Oriental, Helen rapidamente se aproximou do país e atingiu a costa perto do Cabo Kushimoto. Tufão equivalente a 3 na escala de furacões Saffir-Simpson. Mais tarde naquele dia, uma Helen enfraquecida emergiu no Mar do Japão. Depois de se fundir com uma baixa de nível superior, a tempestade fez a transição para um ciclone extratropical em 19 de setembro e foi notado pela última vez dois dias depois, após passar pelo sul de Hokkaido.
No Japão, o tufão Helen produziu chuvas torrenciais, chegando a 790 mm (31 in) em Hokkaido, e ventos prejudiciais que causaram danos generalizados. Um total de 4.213 casas foram destruídas e outras 146.547 foram danificadas como resultado de enchentes e deslizamentos de terra. Numerosos navios encalharam devido ao mar agitado associado à tempestade, incluindo cargueiros de carga de vários milhares de toneladas. Ao todo, 87 mortes e US$ 102 milhões em danos foram atribuídos ao tufão Helen.

### Tufão Marie
O Tufão Marie se formou em 4 de outubro e seguiu para o oeste, enquanto se intensificava em um tufão de categoria 4. Logo após atingir o pico de intensidade, Marie enfraqueceu e virou para o norte e afetou o norte da União Soviética e o Japão até a transição para um ciclone extratropical em 16 de outubro. Marie não infligiu muitos danos durante seus 12 dias de duração.

### Tufão Pamela (Toyang)
O Tufão Pamela atingiu Hong Kong matando uma pessoa.

### Tufão Sally
Em 30 de novembro, uma área de baixa pressão se formou perto de Bornéu, antes de se mover para o oeste em direção ao Golfo da Tailândia e eventualmente se tornar o Tufão Sally. O tufão Sally atingiu a costa perto da província de Surat Thani, na Tailândia, e gradualmente enfraqueceu para uma baixa remanescente na Baía de Bengala em 2 de dezembro, dissipando-se na mesma área.

### Tufão Therese (Undang)
O Tufão Therese, desenvolvido em 30 de novembro, atingiu as Filipinas em 3 de dezembro. Depois de cruzar as ilhas, o tufão atingiu um pico de 120 mph (190 km/h) no Mar da China Meridional, um evento raro em dezembro. A intensidade de Therese flutuou enquanto continuava para o oeste e atingiu o leste do Vietnã do Sul no dia 9 como um 115 mph (185 km/h) tufão. Therese se dissipou no dia 12, depois de causar 90 mortes e grandes danos em seu caminho.

## Nomes das tempestades
Durante a temporada, 29 ciclones tropicais nomeados se desenvolveram no Pacífico Ocidental e foram nomeados pelo Joint Typhoon Warning Center, quando foi determinado que eles haviam se tornado tempestades tropicais. Esses nomes foram contribuídos para uma lista revisada no final de 1950.
| Kit   | Lola    | Mamie | Nina  | Ora | Phyllis | Rita  | Susan | Tess  | Viola | Winnie | Alice | Betty   | Cora   | Doris |
| Elsie | Flossie | Grace | Helen | Ida | Kathy   | Lorna | Marie | Nancy | Olga  | Pamela | Sally | Therese | Violet |       |

Dois sistemas do Pacífico Central se desenvolveram, as tempestades tropicais June e Ruby. A política de nomenclatura da época era usar nomes do Pacífico Ocidental para o Pacífico Central.

### Filipinas
| Asiang         | Biring                 | Konsing                | Didang                            | Edeng                              |
| Gloring        | Huaning                | Isang                  | Lusing                            | Maring                             |
| Nitang         | Osang                  | Paring                 | Reming                            | Seniang                            |
| Toyang         | Undang                 | Welpring               | Yoning (sem usar) (sem ser usado) |                                    |
| Lista auxiliar |                        |                        |                                   |                                    |
|                |                        |                        |                                   | Aring (sem usar)                   |
| Basiang        | Kayang (sem ser usado) | Dorang (sem ser usado) | Enang (sem ser usado)             | Grasing (sem usar) (sem ser usado) |

A Administração de Serviços Atmosféricos, Geofísicos e Astronômicos filipinos usa seu próprio esquema de nomenclatura para ciclones tropicais em sua área de responsabilidade. A PAGASA atribui nomes às depressões tropicais que se formam dentro de sua área de responsabilidade e a qualquer ciclone tropical que possa se mover para dentro de sua área de responsabilidade. Caso a lista de nomes para um determinado ano se revele insuficiente, os nomes são retirados de uma lista auxiliar, os primeiros 6 dos quais são publicados todos os anos antes do início da temporada. Os nomes não retirados desta lista serão usados novamente na temporada de 1976. Esta é a mesma lista usada para a temporada de 1968  A PAGASA usa seu próprio esquema de nomenclatura que começa no alfabeto filipino, com nomes femininos filipinos terminando com "ng" (A, B, K, D, etc. ). Os nomes que não foram atribuídos/vão ser usados são marcados em cinzento.

## Efeitos da temporada
Esta tabela listará todas as tempestades que se desenvolveram no noroeste do Oceano Pacífico a oeste da Linha Internacional de Data e ao norte do equador durante 1972. Incluirá sua intensidade, duração, nome, áreas afetadas, mortes, pessoas desaparecidas (entre parênteses) e totais de danos. Os valores de classificação e intensidade serão baseados em estimativas conduzidas pelo JMA, no entanto, devido à falta de informações nessa época, os ventos sustentados foram registrados pelo JTWC. Todos os números de danos serão em 1972 USD. Danos e mortes de uma tempestade incluirão quando a tempestade foi uma onda precursora ou uma baixa extratropical.
| Nome                | Datas ativo                           | Classificação máxima       | Velocidade de vento sustentados | Pressão               | Áreas afetadas                                       | Danos (USD)   | Fatalidades  | Refs |
| ------------------- | ------------------------------------- | -------------------------- | ------------------------------- | --------------------- | ---------------------------------------------------- | ------------- | ------------ | ---- |
| Kit (Asiang-Biring) | 4–5 de janeiro                        | Tufão                      | 220 km/h (135 mph)              | 940 hPa (28 inHg)     | Palau, Filipinas                                     | $23 000 000   | 204          |      |
| TD                  | 4–5 de janeiro                        | Depressão tropical         | Não definido                    | 1,004 hPa (29.6 inHg) | Nenhum                                               | Nenhum        | Nenhum       |      |
| TD                  | 28 de fevereiro – 4 de março          | Depressão tropical         | Não definido                    | 1,002 hPa (29.6 inHg) | Palau, Ilhas Marianas                                | Nenhum        | Nenhum       |      |
| TD                  | 2–4 de março                          | Depressão tropical         | Não definido                    | 1,008 hPa (29.8 inHg) | Nenhum                                               | Nenhum        | Nenhum       |      |
| TD                  | 2–4 de março                          | Depressão tropical         | Não definido                    | 1,006 hPa (29.7 inHg) | Ilhas Marianas                                       | Nenhum        | Nenhum       |      |
| 02W                 | 2–6 de abril                          | Depressão tropical         | 55 km/h (35 mph)                | 1,004 hPa (29.6 inHg) | Nenhum                                               | Nenhum        | Nenhum       |      |
| TD                  | 21–24 de maio                         | Depressão tropical         | Não definido                    | 1,006 hPa (29.7 inHg) | Nenhum                                               | Nenhum        | Nenhum       |      |
| TD                  | 25–28 de maio                         | Depressão tropical         | Não definido                    | 1,006 hPa (29.7 inHg) | Ilhas Marianas                                       | Nenhum        | Nenhum       |      |
| Lola                | 27 de maio – 8 de junho               | Tufão                      | 195 km/h (120 mph)              | 955 hPa (28.2 inHg)   | Ilhas Carolinas                                      | $18 000       | Nenhum       |      |
| Nina                | 1–7 de junho                          | Tempestade tropical        | 95 km/h (60 mph)                | 990 hPa (29 inHg)     | Ilhas Carolinas                                      | Nenhum        | Nenhum       |      |
| Mamie               | 1–4 de junho                          | Tempestade tropical        | 85 km/h (55 mph)                | 996 hPa (29.4 inHg)   | Vietname, China meridional                           | Nenhum        | Nenhum       |      |
| TD                  | 1 de junho                            | Depressão tropical         | Não definido                    | 1,008 hPa (29.8 inHg) | Nenhum                                               | Nenhum        | Nenhum       |      |
| TD                  | 10–13 de junho                        | Depressão tropical         | Não definido                    | 1,000 hPa (30 inHg)   | China meridional, Taiwan, Ilhas Ryukyu               | Nenhum        | Nenhum       |      |
| TD                  | 10 de junho                           | Depressão tropical         | Não definido                    | 1,006 hPa (29.7 inHg) | Nenhum                                               | Nenhum        | Nenhum       |      |
| Ora (Konsing)       | 22 de junho–27                        | Tufão                      | 150 km/h (95 mph)               | 980 hPa (29 inHg)     | Filipinas, China meridional                          | $15 000 000   | 131          |      |
| Didang              | 28 de junho–30                        | Depressão tropical         | Não definido                    | Não definido          | Nenhum                                               | Nenhum        | Nenhum       |      |
| Phyllis             | 4–15 de julho                         | Tufão                      | 220 km/h (135 mph)              | 945 hPa (27.9 inHg)   | Japão                                                | Desconhecido  | 3            |      |
| Rita (Gloring)      | 5 de julho–27                         | Tufão                      | 270 km/h (170 mph)              | 910 hPa (27 inHg)     | Ilhas Carolinas, Ilhas Ryukyu, China meridional      | $445 000 000  | 377          |      |
| Susan (Edeng)       | 5–15 de julho                         | Tufão                      | 120 km/h (75 mph)               | 980 hPa (29 inHg)     | Filipinas, Taiwan, China                             | Desconhecido  | 218          |      |
| Tess                | 7–25 de julho                         | Tufão                      | 230 km/h (145 mph)              | 940 hPa (28 inHg)     | Japão, Península da Coreia                           | Desconhecido  | 29           |      |
| Viola               | 5–15 de julho                         | Tufão                      | 110 km/h (70 mph)               | 975 hPa (28.8 inHg)   | Nenhum                                               | Nenhum        | Nenhum       |      |
| Eleven              | 25–30 de julho                        | Tempestade tropical        | Não definido                    | 990 hPa (29 inHg)     | Nenhum                                               | Nenhum        | Nenhum       |      |
| TD                  | 25–27 de julho                        | Depressão tropical         | Não definido                    | 1,000 hPa (30 inHg)   | Nenhum                                               | Nenhum        | Nenhum       |      |
| Alice               | 28 de julho – 9 de agosto             | Tufão                      | 165 km/h (105 mph)              | 965 hPa (28.5 inHg)   | Japão                                                | Nenhum        | Nenhum       |      |
| Winnie (Isang)      | 25–30 de julho                        | Tempestade tropical        | 110 km/h (70 mph)               | 990 hPa (29 inHg)     | Taiwan, Ilhas Ryukyu, China Oriental                 | Nenhum        | Nenhum       |      |
| Huaning             | 29–30 de julho                        | Depressão tropical         | 45 km/h (30 mph)                | 998 hPa (29.5 inHg)   | Taiwan                                               | Nenhum        | Nenhum       |      |
| TD                  | 30 de julho – 3 de agosto             | Depressão tropical         | Não definido                    | 998 hPa (29.5 inHg)   | China meridional                                     | Nenhum        | Nenhum       |      |
| TD                  | 31 de julho – 7 de agosto             | Depressão tropical         | Não definido                    | 1,004 hPa (29.6 inHg) | Ilhas Marianas                                       | Nenhum        | Nenhum       |      |
| Betty (Maring)      | 8–18 de agosto                        | Tufão                      | 250 km/h (155 mph)              | 910 hPa (27 inHg)     | Ilhas Marianas, Taiwan, Ilhas Ryukyu, China Oriental | Desconhecido  | 29           |      |
| Lusing              | 10 de agosto                          | Depressão tropical         | 45 km/h (30 mph)                | 1,004 hPa (29.6 inHg) | Nenhum                                               | Nenhum        | Nenhum       |      |
| TD                  | 21–23 de agosto                       | Depressão tropical         | Não definido                    | 1,004 hPa (29.6 inHg) | Filipinas                                            | Nenhum        | Nenhum       |      |
| TD                  | 21 de agosto                          | Depressão tropical         | Não definido                    | 1,008 hPa (29.8 inHg) | Nenhum                                               | Nenhum        | Nenhum       |      |
| TD                  | 22–24 de agosto                       | Depressão tropical         | Não definido                    | 1,006 hPa (29.7 inHg) | Ilhas Marianas                                       | Nenhum        | Nenhum       |      |
| Celeste             | 24 de agosto                          | Depressão tropical         | Não definido                    | 1,012 hPa (29.9 inHg) | Wake Island                                          | Nenhum        | Nenhum       |      |
| Cora                | 24–29 de agosto                       | Tufão                      | 120 km/h (75 mph)               | 975 hPa (28.8 inHg)   | Filipinas, China meridional                          | Desconhecido  | Nenhum       |      |
| Doris               | 25–29 de agosto                       | Tempestade tropical severa | 100 km/h (60 mph)               | 985 hPa (29.1 inHg)   | Nenhum                                               | Nenhum        | Nenhum       |      |
| Elsie               | 31 de agosto – 7 de setembro          | Tufão                      | 140 km/h (85 mph)               | 975 hPa (28.8 inHg)   | Indochina                                            | Desconhecido  | Nenhum       |      |
| TD                  | 1–10 de setembro                      | Depressão tropical         | Não definido                    | 998 hPa (29.5 inHg)   | Ilhas Ryukyu, Japão                                  | Nenhum        | Nenhum       |      |
| TD                  | 4–5 de setembro                       | Depressão tropical         | Não definido                    | 1,004 hPa (29.6 inHg) | Nenhum                                               | Nenhum        | Nenhum       |      |
| TD                  | 6 de setembro                         | Depressão tropical         | Não definido                    | 1,008 hPa (29.8 inHg) | Ilhas Ryukyu                                         | Nenhum        | Nenhum       |      |
| Flossie (Nitang)    | 7–18 de setembro                      | Tufão                      | 140 km/h (85 mph)               | 975 hPa (28.8 inHg)   | Filipinas, Indochina                                 | Desconhecido  | Nenhum       |      |
| TD                  | 7 de setembro                         | Depressão tropical         | Não definido                    | 1,006 hPa (29.7 inHg) | Ilhas Carolinas                                      | Nenhum        | Nenhum       |      |
| Helen (Paring)      | 10–18 de setembro                     | Tufão                      | 185 km/h (115 mph)              | 955 hPa (28.2 inHg)   | Japão                                                | $102 000 000  | 87           |      |
| Grace (Osang)       | 11–14 de setembro                     | Tempestade tropical        | 95 km/h (60 mph)                | 990 hPa (29 inHg)     | Filipinas                                            | Nenhum        | Nenhum       |      |
| 21W                 | 13–19 de setembro                     | Depressão tropical         | 55 km/h (35 mph)                | 1,000 hPa (30 inHg)   | Ilhas Carolinas                                      | Nenhum        | Nenhum       |      |
| TD                  | 15 de setembro                        | Depressão tropical         | Não definido                    | 1,004 hPa (29.6 inHg) | Ilhas Carolinas                                      | Nenhum        | Nenhum       |      |
| Reming              | 16–20 de setembro                     | Depressão tropical         | 45 km/h (30 mph)                | 1,004 hPa (29.6 inHg) | Filipinas                                            | Nenhum        | Nenhum       |      |
| Ida                 | 16–26 de setembro                     | Tufão                      | 205 km/h (125 mph)              | 930 hPa (27 inHg)     | Nenhum                                               | Nenhum        | Nenhum       |      |
| Lorna               | 27 de setembro – 3 de outubro         | Tufão                      | 140 km/h (85 mph)               | 990 hPa (29 inHg)     | China meridional, Vietname                           | Nenhum        | Nenhum       |      |
| Kathy               | 27 de setembro – 6 de outubro         | Tufão                      | 110 km/h (70 mph)               | 980 hPa (29 inHg)     | Nenhum                                               | Nenhum        | Nenhum       |      |
| Marie               | 5–12 de outubro                       | Tufão                      | 215 km/h (135 mph)              | 935 hPa (27.6 inHg)   | Nenhum                                               | Nenhum        | Nenhum       |      |
| TD                  | 9–12 de outubro                       | Depressão tropical         | Não definido                    | 1,004 hPa (29.6 inHg) | Nenhum                                               | Nenhum        | Nenhum       |      |
| Seniang             | 13–20 de outubro                      | Depressão tropical         | 55 km/h (35 mph)                | 1,004 hPa (29.6 inHg) | Palau, Filipinas                                     | Nenhum        | Nenhum       |      |
| Nancy               | 16–26 de outubro                      | Tufão                      | 195 km/h (120 mph)              | 945 hPa (27.9 inHg)   | Nenhum                                               | Nenhum        | Nenhum       |      |
| Olga                | 21–30 de outubro                      | Tufão                      | 195 km/h (120 mph)              | 940 hPa (28 inHg)     | Marshall Islands, Ilhas Marianas                     | Nenhum        | Nenhum       |      |
| TD                  | 31 de outubro                         | Depressão tropical         | Não definido                    | 1,012 hPa (29.9 inHg) | Filipinas                                            | Nenhum        | Nenhum       |      |
| TD                  | 31 de outubro – 2 de dezembro         | Depressão tropical         | Não definido                    | 1,004 hPa (29.6 inHg) | Nenhum                                               | Nenhum        | Nenhum       |      |
| Pamela (Toyang)     | 2–9 de novembro                       | Tufão                      | 205 km/h (125 mph)              | 940 hPa (28 inHg)     | Filipinas, China meridional                          | Desconhecido  | 1            |      |
| Ruby                | 14–21 de novembro                     | Tufão                      | 205 km/h (125 mph)              | 940 hPa (28 inHg)     | Nenhum                                               | Nenhum        | Nenhum       |      |
| TD                  | 16–27 de novembro                     | Depressão tropical         | Não definido                    | 1,008 hPa (29.8 inHg) | Ilhas Carolinas                                      | Nenhum        | Nenhum       |      |
| Sally               | 30 de dezembro – 4 de dezembro        | Tufão                      | 150 km/h (95 mph)               | 985 hPa (29.1 inHg)   | Tailândia                                            | Desconhecido  | Desconhecido |      |
| Therese (Undang)    | 1–11 de dezembro                      | Tufão                      | 195 km/h (120 mph)              | 945 hPa (27.9 inHg)   | Filipinas, Vietname                                  | Desconhecido  | 90           |      |
| Violet              | 12–21 de dezembro                     | Tempestade tropical severa | 100 km/h (60 mph)               | 994 hPa (29.4 inHg)   | Marshall Islands                                     | Nenhum        | Nenhum       |      |
| Totais da temporada |                                       |                            |                                 |                       |                                                      |               |              |      |
| 63 sistemas         | 4 de janeiro – 21 de dezembro de 1972 |                            | 270 km/h (170 mph)              | 910 hPa (27 inHg)     |                                                      | >$585 018 000 | >1,169       |      |